# Glacier de Triolet
Le glacier de Triolet est un glacier d'Italie, dans le val Ferret. Il occupe un cirque glaciaire entre le mont de Greuvettaz, l'aiguille de Leschaux et l'aiguille de Triolet. Entre 1929 et 1939, la langue terminale du glacier, qui débouchait dans la vallée, a complètement disparu, donnant au glacier de Triolet sa forme actuelle.

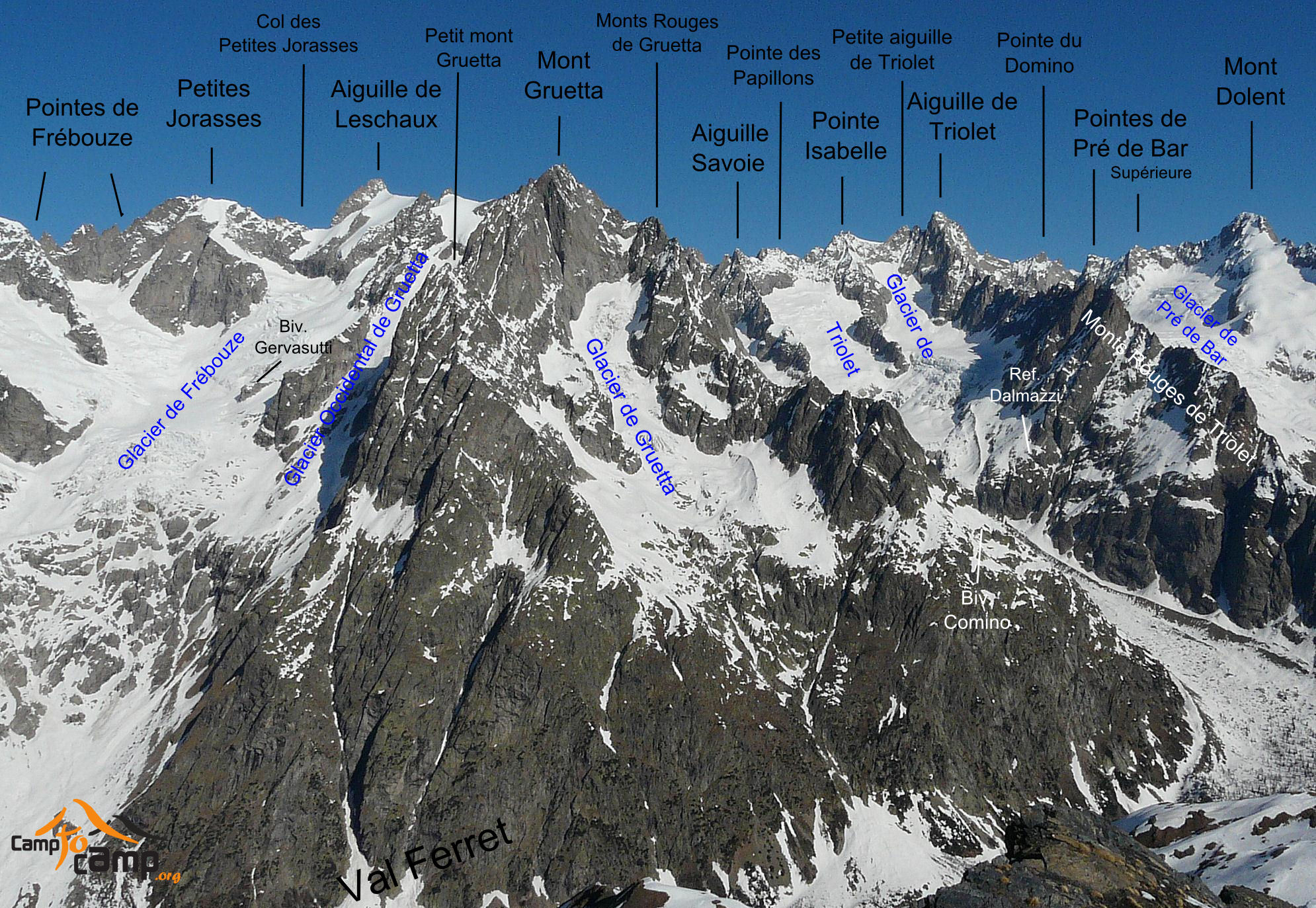
Vue panoramique légendée du massif du Mont-Blanc dans le val Ferret.